# 곽기종
곽기종(郭基琮, 일본식 이름: 西原祐一)은 한국의 승려이다. 법명은 남인(南印)이다.

## 생애
1935년 경북5본산이 일본 시찰단을 꾸렸을 때 총 11인의 시찰단 중 한 명으로 일본에 다녀온 것이 처음 곽기종에 대해 나타나는 기록이다. 당시 곽기종은 경상북도 문경의 대본산 김룡사에서 법무로 일하고 있었고, 김룡사 주지 이병호였다.
김룡사 법무로 있으면서 1936년 중앙교무원에서 신임 이사로 선출되었다. 이 무렵 조선총독부는 우가키 가즈시게가 주창한 심전개발 운동을 전국적으로 벌이고 있었다. 곽기종은 심전개발 운동에 앞장서 문경의 학교와 김룡사에서 심전개발 강연회를 여러차례 열었다.
1940년 이병호가 사망하자 후임 김룡사 주지로 당선되었고, 곧 조선총독부의 인가도 받았다. 이때 곽기종은 이미 창씨개명에 따라 이름과 성을 일본식으로 바꾼 상태였으며, 문경군수와 경찰서장까지 참석한 성대한 진산식을 열었다. 진산식에서는 일장기 게양과 동방요배, 황국신민의 서사 제창, 일본군 위령 묵도 등의 친일 의례도 함께 행해졌다.
김룡사에서는 1941년 신년 초에 7일간 법회를 개최하였는데, 오랫동안 사찰의 현안이던 건물 개축을 전년도에 황기 2600년 기념 사업으로 성사시키고 이를 축하하는 의미도 있었다. 이 법회에는 유명한 학승인 권상로가 초청되었고, 국위선양 무운장구 기원제 및 일본군 전사자를 위한 위령제, 국민총력운동에 대한 강연 등의 항목이 포함되어 있었다.
태평양 전쟁이 말기에 접어들면서 1943년 학도병 징집이 공포되었다. 곽기종은 《불교》에 〈반도 학군을 군문에 보내면서〉라는 제목으로 학도병 참전이 조선 청년 승려들의 시대적 사명이라는 내용의 친일 논설을 발표했다. 그해 연말 김룡사 주지로 재임 인가를 받았으며, 1944년에는 총본산이 일제에 헌납할 해군기 1대 마련을 위해 책정된 금액 3,470원을 모금해 냈다.
일제 패망 후에도 박한영을 추도하는 글을 써 1947년 《불교》에 기고하는 등 활동한 기록이 있으나, 상세한 행적은 전해지지 않는다.

## 사후
민족문제연구소가 친일인명사전 편찬을 위해 2008년 발표한 친일인명사전 수록예정자 명단 종교 부문에 선정되었다.

## 약력
- 1948년 5월 10일 : 제헌 국회의원(경북 문경) 낙선

## 같이 보기
- 김룡사

## 참고자료
- 임혜봉 (2005년 3월 1일). 〈곽기종 : 해군기 대금을 헌납한 대본산 김룡사 주지〉. 《친일 승려 108인》. 서울: 청년사. 660~665쪽쪽. ISBN 9788972783848.